# Nox Aurea
Nox Aurea är ett doom-/deathmetal-band från Sverige som bildades 2005. Ascending in Triumph är bandets senaste album som släpptes 2 juli 2010 via österrikiska Napalm Records. 
Bandets koncept bygger på gnosticism.

## Medlemmar
Nuvarande medlemmar
- Grim Vindkall – gitarr, basgitarr, keyboard, sång (2005–2011)
- Joakim Antonsson – trummor (2007–2011)
- Robert Persson – basgitarr, gitarr, keyboard, sång (2007–2011)
- Alice Persell – sång (2007–2011)
- Patrick Kullberg – sång (2009–2011)

Tidigare Medlemmar
- Jan Sallander – sång (2005–2010)
- Peter Laustsen – gitarr, basgitarr, keyboard (2005–2009)

Bidragande musiker (studio)
- Patrick Kullberg – sång (2009)
- Wictor Lindström – sång (2009)

## Diskografi
Studioalbum
- Via Gnosis (2009)[6]
- Ascending in Triumph (2010)[6]